# Fabritio Caroso
Marco Fabritio Caroso da Sermoneta est un compositeur, danseur, chorégraphe et théoricien de la danse italien né à Sermoneta près de Rome vers 1526 ou 1527, et mort vers 1605 ou 1620.
Au service de la famille Caetani comme maître de danse, il publie à Venise, en 1581, l'un des premiers ouvrages sur la théorie et la pratique de la danse de son époque : Il Ballarino, contenant les tablatures pour le luth ainsi que de nombreuses illustrations d'attitudes de la danse.
L'ouvrage sera complété et réédité à Venise en 1600 et en 1605 sous le titre Nobiltà di Dame, puis à Rome en 1630, sous un nouveau titre Raccolta di varii balli.
Toutes ces éditions se divisent en deux parties : la première décrit les pas et l'étiquette ; la seconde présente ses propres compositions chorégraphiques et celles d'autres maîtres de danse. Il décrit aussi les principales danses de bal de l'époque, comme la gaillarde, la canarie, le saltarello ou le tourdion.